# HD 224693
HD 224693 또는 HIP 118319는 고래자리 방향으로 지구에서 약 307광년 떨어져 있는 항성이다. 이 별은 분광형 G2의 준거성으로, 채층 활동이 활발하지 않은 조용한 별이다. 자전 주기는 우리 태양과 거의 비슷한 약 27.4일이다.
2006년 기준으로 이 별 주위를 돌고 있는 외계 행성 1개가 확인되어 있는 상태이다.
| 동반 천체 (가까운 천체순) | 질량 (MJ) | 공전주기 (일) | 공전궤도 반지름 (AU) | 이심률      |
| ------------------------- | --------- | ------------- | -------------------- | ----------- |
| b                         | >0.71     | 26.73 ± 0.02  | 0.233                | 0.05 ± 0.03 |

## 같이 보기
- HD 74156
- HD 37124 - 지구에서 108광년 떨어진 황소자리의 황색 왜성. 외계 행성 3개 발견.
- HD 10180 - 지구에서 127광년 떨어진 항성. 외계 행성 7개 발견.
- HD 9446 - 지구에서 172광년 떨어진 삼각형자리의 G형 주계열성. 2010년 1월 5일 외계 행성 2개 발견.
- HIP 5158 -지구에서 130광년 떨어진 고래자리의 K형 주계열성. 2009년 외계 행성 1개 발견.
- HR 8799 - 지구에서 129광년 떨어진 페가수스자리의 항성. 2008년 11월 13일 외계 행성 3개 발견.
- HD 147018 - 지구에서 139광년 떨어진 남쪽삼각형자리의 G형 주계열성. 2009년 8월 외계 행성 3개 발견.
- HD 172555 - 지구에서 95광년 떨어진 공작자리의 항성.
- 처녀자리 61 - 지구에서 27.8광년 떨어진 처녀자리의 황색 왜성. 지구와 같은 행성이 있을 것이라고 주장되어 왔다.
- HD 1461 - 지구에서 76광년 떨어진 고래자리의 G형 주계열성. 2009년 12월 14일 최소한 1개 이상의 외계 행성이 있을 것으로 발표.
- HD 224693 - 지구에서 307광년 떨어진 고래자리의 항성. 외계 행성 1개 발견.
- 외계 행성이 확인된 항성 목록

## 참고 문헌
- Johnson;  외. (2006년 4월). “The N2K Consortium. VI. Doppler Shifts without Templates and Three New Short-Period Planets”. 《The Astrophysical Journal》 647 (1): 600–611. doi:10.1086/505173.[깨진 링크(과거 내용 찾기)]